# Eunymphicus cornutus
El perico cornudo (Eunymphicus cornutus) es una especie de ave psitaciforme de la familia Psittaculidae endémica de Nueva Caledonia. Debe su nombre a las dos largas plumas que sobresalen de su cabeza a modo de cuernos. 

## Descripción

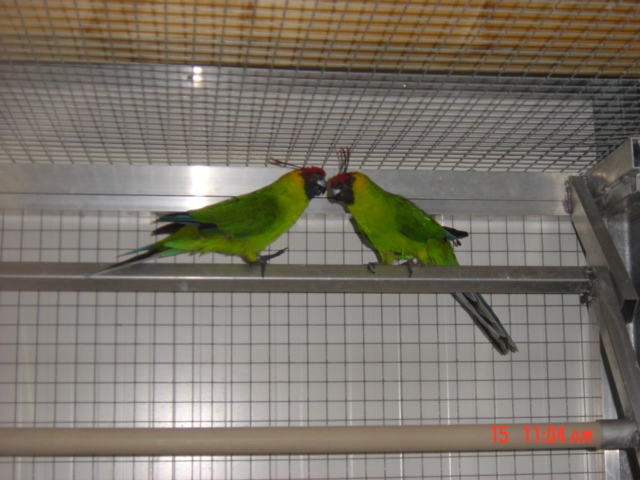
Dos ejemplares cautivos.

El perico cornudo mide alrededor de 32 cm de largo, incluida su larga cola. Su plumaje es principalmente verde, amarillento en nuca, pecho y obispillo. La parte frontal de su rostro y garganta son negros, y su frente y píleo son rojos. Se caracteriza por las dos prominentes pluma negras con las puntas rojas que se proyectan hacia atrás en la parte superior de su cabeza. Sus rémiges y réctrices son azules. Su pico es negro y robusto y el iris de sus ojos rojo.

## Distribución y hábitat
El perico cornudo suele vivir en los bosques húmedos de coníferas de Nueva Caledonia, especialmente en los que están presentes ejemplares de los géneros Agathis y Araucaria, aunque habita en todos los bosques húmedos naturales y laurisilvas. 
Suele vivir en parejas o pequeñas bandadas y se alimenta de semillas y piñones del dosel del bosque. Anida tanto en el suelo como en los árboles.

## Estado de conservación
La especie está en declive desde la década de 1880, aunque todavía se encuentra diseminado en poblaciones distribuidas por la isla principal de Nueva Caledonia. Se estima que su población ronda los 2500 individuos. Sus principales amenazas son las capturas para el tráfico de aves, la destrucción y degradación de su hábitat y las especies invasoras. Debido a su escasez, estar confinado en una sola isla y la fragmentación de su hábitat se clasifica como especie vulnerable en la lista roja de la UICN. La población de perico cornudo ha sufrido declive las tres últimas generaciones (desde 1988).